# USS Prime (AM-279)
USS Prime (AM-279) trałowiec typu Admirable służący w United States Navy w czasie II wojny światowej.
Stępkę okrętu położono 15 września 1943 w stoczni Gulf Shipbuilding Corp. w Chickasaw, Alabama. Zwodowano go 22 stycznia 1944, matką chrzestną była L. W. Thompson. Jednostka weszła do służby 12 września 1944, pierwszym dowódcą został Lt. Edward P. O’Callahan Jr., USNR.
Brał udział w działaniach II wojny światowej. Przekazany Republice Chińskiej służył jako „Yung Feng „ (MMC-50). Wycofany ze służby w 1973.